# Neuilly-en-Vexin
Neuilly-en-Vexin is een gemeente in het Franse departement Val-d'Oise (regio Île-de-France) en telt 210 inwoners (1999). De plaats maakt deel uit van het arrondissement Pontoise.

## Geografie
De oppervlakte van Neuilly-en-Vexin bedraagt 3,0 km², de bevolkingsdichtheid is 70,0 inwoners per km².
De onderstaande kaart toont de ligging van Neuilly-en-Vexin met de belangrijkste infrastructuur en aangrenzende gemeenten.

## Demografie
Onderstaande figuur toont het verloop van het inwonertal (bron: INSEE-tellingen).